# Franz Jägerstätter
Franz Jägerstätter, rojen kot Franz Huber, avstrijski kmet, mučenec in blaženi, * 20. maj 1907, Sankt Radegund, Avstrija, † 9. avgust 1943. 
Zaradi ugovora vesti proti vojaški službi med drugo svetovno vojno v nacistični Nemčiji je bil obsojen na smrt in usmrčen. Katoliška Cerkev ga je razglasila za blaženega mučenca.

## Življenje
Jägerstätter se je rodil v vasi Sankt Radegund, v Zgornji Avstriji. Njegova mati Rosalia Huber si ni mogla privoščiti poroke z njegovim očetom Franzem Bachmeierjem, ki je padel v prvi svetovni vojni. Nato se je njegova mati poročila s Heinrichom Jägerstätterjem. V zakonu nista imela otrok, zato je Heinrich Franza posvojil in mu zapustil svojo kmetijo, ko se je Franz poročil leta 1936.
Franz se je v mladosti rad zabaval in si je prvi v vasi kupil motor. Ni izstopal po posebni pobožnosti. Nekaj dni je celo prebil v zaporu zaradi nekega pretepa v povezavi z dekleti.
Avgusta 1933 se je Jägerstätterju in dekli Theresii Auer rodila nezakonska hči Hildegard. Jägerstätter jo je finančno podpiral in pogosto obiskoval. Po njenem rojstvu je za več let zapustil domačo vas in delal v rudniku železa.
Sredi 30. let 20. stoletja je Jägerstätter doživel moralno in versko spreobrnjenje. 9. aprila 1936 se je poročil s Franzisko Schwaninger (1913-2013), ki je bila globoko religiozna. Po poroki sta odšla na romanje v Rim, kjer sta prejela blagoslov papeža Pija XI. V zakonu so se jima rodile tri hčere: Rosalia (rojena leta 1937), Maria (rojena leta 1938) in Aloisia (rojena leta 1940).
Ko si je nacistična Nemčija leta 1938 priključila Avstrijo, je Jägerstätter zavrnil možnost, da bi postal župan. Bil je edini v vasi, ki je na plebiscitu glasoval proti priključitvi Avstrije, vendar so njegov glas proti zamolčali. Razočaralo ga je, da so mnogi katoličani podpirali naciste. Sam je bil odkrito antinacističen. 8. decembra 1940 se je pridružil tretjemu redu sv. Frančiška. Od poletja 1941 je opravljal službo zakristana v domači župnijski cerkvi.
7. junija 1940 je bil Jägerstätter prvič vpoklican v nemško vojsko. Opravil je vojaško usposabljanje, vendar ni želel zapriseči Hitlerju. Leta 1941 se je kot kmet smel vrniti domov. Začel se je spraševati o moralnosti vojne. O tem se je šel pogovarjat celo s svojim škofom v Linzu, ki pa ga je razočaral zaradi strahopetnosti.

## Aretacija in smrt
Po večkratni preložitvi je bil Jägerstätter končno poklican k vojaški službi 9. februarja 1943. Vztrajal je v svojem antinacizmu in naznanil svoj ugovor vesti. Njegov predlog, da bi služil kot bolničar, so zavrnili. Takoj so ga aretirali. Domači župnik ga je obiskal v zaporu in brez uspeha skušal pregovoriti, naj popusti.
Zaradi spodkopavanja vojaške morale so ga 6. julija 1943 na vojaškem sodišču v Berlinu obsodili na smrt. Usmrčen je bil z giljotino 9. avgusta 1943. Njegove zadnje besede so bile: »Povsem sem notranje povezan s Kristusom«. Po vojni so njegovo žaro pokopali na pokopališču ob cerkvi v domači vasi.

## Beatifikacija
Jägerstätterja so rojaki kritizirali, češ da ni izpolnil svoje dolžnosti soproga in očeta. Domača občina sprva njegovega imena ni želela napisati na spomenik padlim vojakom. Njegovi vdovi so priznali pokojnino šele leta 1950.
Junija 2007 je papež Benedikt XVI. Jägerstätterja potrdil za mučenca, 26. oktobra 2007 pa je bil v Linzu razglašen za blaženega. Njegov god je na dan njegovega krsta, 21. maja.
Režiser Terrence Malick je leta 2019 ustvaril film o Jägerstätterju z naslovom Skrito življenje.